# Giovanni Del Tin
Giovanni Del Tin (Rivamonte Agordino, 13 maggio 1941) è un ingegnere e dirigente d'azienda italiano, rettore del Politecnico di Torino tra il 2001 e il 2005.

## Biografia

### Carriera accademica
Nato a Rivamonte nel 1941, conseguì brillantemente il diploma di perito minerario presso l’Istituto “U.Follador”. In proposito egli disse: "L’Istituto Minerario di Agordo mi ha fornito una preparazione ottima che ha costituito la base portante per i successivi studi. Al “Follador” ho avuto la fortuna di trovare insegnanti dotati di eccezionale preparazione e di energica professionalità. Per me gli insegnanti dell’Istituto sono stati maestri di scienza e di vita e li ricordo con ammirazione e gratitudine".
Giovanni Del Tin lavorò in età giovanile con Enrico Mattei.
Laureato in ingegneria Nucleare nel 1967 presso il Politecnico di Torino, nel 2002 divenne docente ordinario di Fisica Tecnica Industriale e infine docente emerito. Del Tin fu poi eletto rettore del Politecnico di Torino nel 2001.

### Altri incarichi
Già presidente e amministratore delegato di AEM Torino SpA (che nel 2010 confluì poi in Iren), fu presidente dell'associazione Federelettrica.